# Sloveanoserbsk
Sloveanoserbsk (în ucraineană Слов'яносербськ) este așezarea de tip urban de reședință a raionului Sloveanoserbsk din regiunea Luhansk, Ucraina. În afara localității principale, mai cuprinde și satele Dovhe, Krasnîi Lîman, Lopaskîne, Prîșîb, Smile și Znameanka.

## Demografie
Componența lingvistică a așezării de tip urban Sloveanoserbsk
     Rusă (61,72%)
     Ucraineană (37,54%)
     Alte limbi (0,14%)
Conform recensământului din 2001, majoritatea populației așezării de tip urban Sloveanoserbsk era vorbitoare de rusă (61,72%), existând în minoritate și vorbitori de ucraineană (37,54%).